# Pee Wee Hunt
Pee Wee Hunt (* 10. Mai 1907 in Mount Healthy, Ohio als Walter Gerhardt Hunt; † 22. Juni 1979 in Plymouth, Massachusetts) war ein US-amerikanischer Dixieland Jazz-Posaunist, Sänger und Bandleader.

## Leben
Pee Wee Hunts Mutter spielte Banjo, sein Vater Violine. Im Jugendalter trat Hunt als Banjospieler in einer lokalen Band, als er das College an der Ohio State University besuchte; in dieser Zeit wechselte er zur Posaune. 1928 wurde er Mitglied in Jean Goldkettes Orchester.
Pee Wee Hunt war 1929 schließlich eines der Gründungsmitglieder des Casa Loma Orchestra und wirkte an deren ersten Schallplatten-Aufnahmen mit; er verließ die Gruppe 1943, um in Hollywood als Radio-Discjockey zu arbeiten. Während des  Zweiten Weltkriegs gehörte er der Handelsmarine an.
Nach Kriegsende kehrte er 1946 an die Westküste zurück und hatte im September 1948 einen Nummer-1-Hit mit dem „Twelfth Street Rag“. Der Titel hielt sich 32 Wochen in den Top Ten. Einen weiteren Erfolg hatte er 1953 mit der Nummer „Oh!“, der Platz 3 der Charts erreichte und 23 Wochen in den Top Twenty notierte. Als Pee Wee Runt and his All-Flea Dixieland Band wurde er in Tex Averys MGM Zeichentrickfilm Dixieland Droopy (1954) parodiert. Einer seiner späteren Bands gehörte auch der Schlagzeuger Danny D’Imperio an. Weitere Titel seines Orchesters, die Hunt meist für Capitol einspielte,  waren „High Society“, „Please Don’t Talk About Me When I'm Gone“, „Lullaby of Birdland“/„It's All Been Done Before“, „Wabash Blues“ (1947) und der „Basin Street Blues“ (Regent, 1948).
Im Alter von 72 Jahren starb Hunt nach langer Krankheit in Plymouth (Massachusetts), wo auch sein Partner aus dem Casa Loma Orchestra, Glen Gray lebte. Hunt wurde mit einem Stern auf dem Hollywood Walk of Fame am 6838 Hollywood Blvd geehrt.